# Martin Isaksson
Martin Isaksson, född 20 juni 1921, död 16 december 2001, var en politiker, ämbetsman och författare. Han var det självstyrda Ålands lantråd (regeringschef) 1967–1972, landshövding 1972–1982 och Finlands förste ambassadör på Island 1982–1985. Hans författargärning omfattar bland annat åländska förhållanden under ryska tiden, en biografi över Carl Björkman och memoarer.
Isaksson deltog som frivillig i hemvärnet under vinterkriget och som soldat i fortsättningskriget på ostfronten, med kaptens grad. Han studerade juridik vid Helsingfors universitet 1944–1947. Han var länsman i fyra åländska distrikt 1948–1953, stadssekreterare i Mariehamn 1953–1955, landskapskamrer (1955), direktör Ålands Sparbank 1963–1967, lantråd 1967–1972, landshövding Ålands län 1972–1982 samt Finlands ambassadör på Island 1982–1985.
Förtroendeuppdrag har varit bland annat sekreterare i Ålands kulturstiftelse (1954–1957), medlem i statens språkskyddskommitté (1968–1970), medlem i SOK:s förvaltningsråd (1972–1982), ordförande i Ålandsdelegationen (1974–1982), medlem i Ålands Ömsesidiga Försäkringsbolags förvaltningsråd (1973–1978), ordförande i Ålands Turistförening (1972–1982) samt lekmannaombud vid kyrkomötet i Borgå stift (1971–1982).
Då Martin Isaksson var ny som lantråd uppstod en konflikt mellan honom och talman Thorvald Eriksson. Den kom att bli den djupaste konflikten i självstyrelsens snart 100-åriga historia och kallades allmänt för Grängesaffären. Femtio år senare skrev hans dotter Tove Isaksson-Löthman tillsammans med journalisten Harriet Tuominen boken I öbornas ägo? som beskriver Grängesaffären.

## Medaljer
- Erhållit vinter- och fortsättningskrigets minnesmedaljer
- Försvarsmaktens förtjänstmedalj; kustförsvarets medalj
- Frihetskorset 3 klass
- befolkningsskyddsmedalj
- hemvärnets minnesmedalj
- Finlands vita ros
- Finlands Lejons Orden kommendörstecknet 1 klass
- Star Knight Commander
- Isländska Falkens Orden
- Ålands  självstyrelses jubileumsmedalj 97